# U.S. Route 28
Pour les articles homonymes, voir Route 28.
La U.S. Route 28 (US 28) était une US Route ouest–est située entièrement en Oregon. Elle reliait la US 99 à Eugene avec la US 30 à Ontario. Elle a existé entre 1926 et 1952.

## Description du tracé
La US 28 débutait à l'intersection avec la US 99 à Eugene avant de poursuivre jusqu'à Sisters et Redmond, où la route rencontrait la US 97. Continuant vers l'est, elle formait un multiplex avec la US 395 jusqu'à Prineville.
À l'intersection avec la Route 126, l'ancienne US 28 suit l'actuelle US 26 et emprunte la Ochoco Highway No. 41, laquelle suit aussi la OR 126 vers l'ouest jusqu'à la US 97 à Redmond. La Ochoco Highway se termine à la OR 19 près de Dayville, à partir de laquelle la US 28 emprunte la John Day Highway No. 5 dans John Day jusqu'à la US 20 à Vale. Le restant de la US 28 est actuellement la US 20 sur la Central Oregon Highway No. 7 jusqu'à la frontière avec l'Idaho.

## Histoire
En 1937, la US 28 a été raccourcie entre Florence et Eugene, créant alors le terminus ouest à Eugene. La US 28 a été remplacée par la US 26 lorsque cette dernière a été prolongée du Wyoming à l'Océan Pacifique en 1952. Le segment entre Ontario et Prineville est devenu la US 26. Cette route a ensuite été prolongée vers le nord-ouest jusqu'à Portland et Astoria. Entre Prineville et Eugene, la US 28 est devenue la U.S. Route 126, puis la Oregon Route 126.

## Intersections majeures
Oregon
 US 99 à Eugene
 US 20 à Sisters
 US 97 à Redmond
 US 395 à Mount Vernon. Les routes formaient un multiplex jusqu'à John Day.
 US 20 à Vale. Les routes formaient un multiplex jusqu'à Ontario, au terminus est de la US 28.